# Константиновка (Свердловский район)
Константи́новка — деревня в Свердловском районе Орловской области. Входит в состав Котовского сельского поселения.

## География
Деревня расположена по берегам речушки Малая Рыбница, запруженная возле селения. 
Уличная сеть представлен одним объектом: ул. Вишневецкая. 
Географическое положение: в км. от административного центра — посёлка городского типа Змиёвка, в км от города Орёл.

## Население
| 2010 |
| ---- |
| 4    |

## Транспорт
В деревню ведут поселковые (сельские) дороги.